# Менкс
Менкс (фр. Mainxe) — коммуна во Франции, находится в регионе Пуату — Шаранта. Департамент — Шаранта. Входит в состав кантона Сегонзак. Округ коммуны — Коньяк.
Код INSEE коммуны — 16202.
Коммуна расположена приблизительно в 410 км к юго-западу от Парижа, в 115 км южнее Пуатье, в 28 км к западу от Ангулема.

## Население
Население коммуны на 2008 год составляло 638 человек.
| 1962 | 1968 | 1975 | 1982 | 1990 | 1999 | 2008 |
| ---- | ---- | ---- | ---- | ---- | ---- | ---- |
| 618  | 627  | 569  | 543  | 558  | 519  | 638  |

## Экономика
Основу экономики составляют сельское хозяйство и виноградарство.
В 2007 году среди 377 человек в трудоспособном возрасте (15—64 лет) 270 были экономически активными, 107 — неактивными (показатель активности — 71,6 %, в 1999 году было 66,6 %). Из 270 активных работали 258 человек (153 мужчины и 105 женщин), безработных было 12 (4 мужчины и 8 женщин). Среди 107 неактивных 21 человек были учениками или студентами, 37 — пенсионерами, 49 были неактивными по другим причинам.

## Фотогалерея

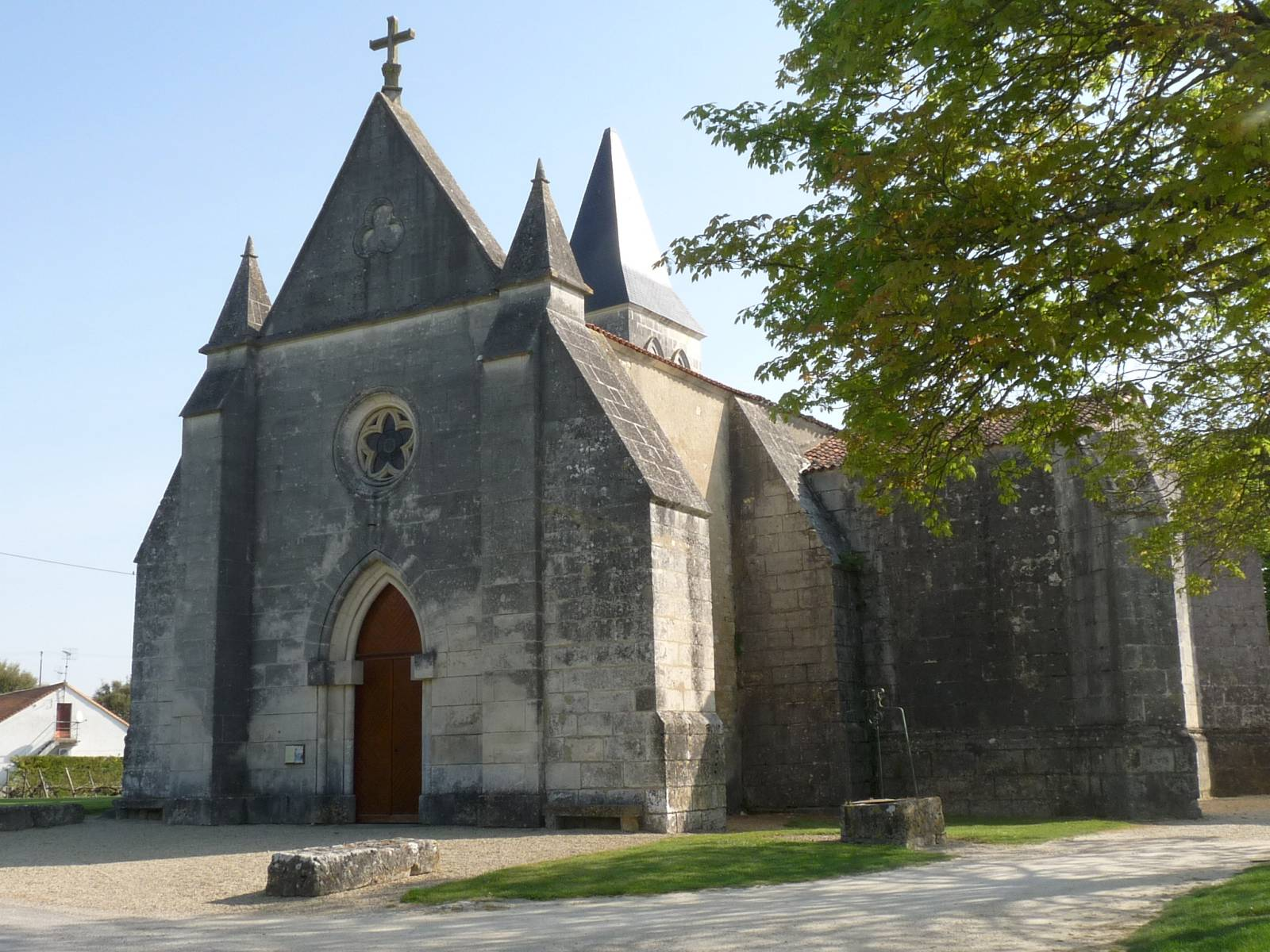
Церковь Сен-Морис
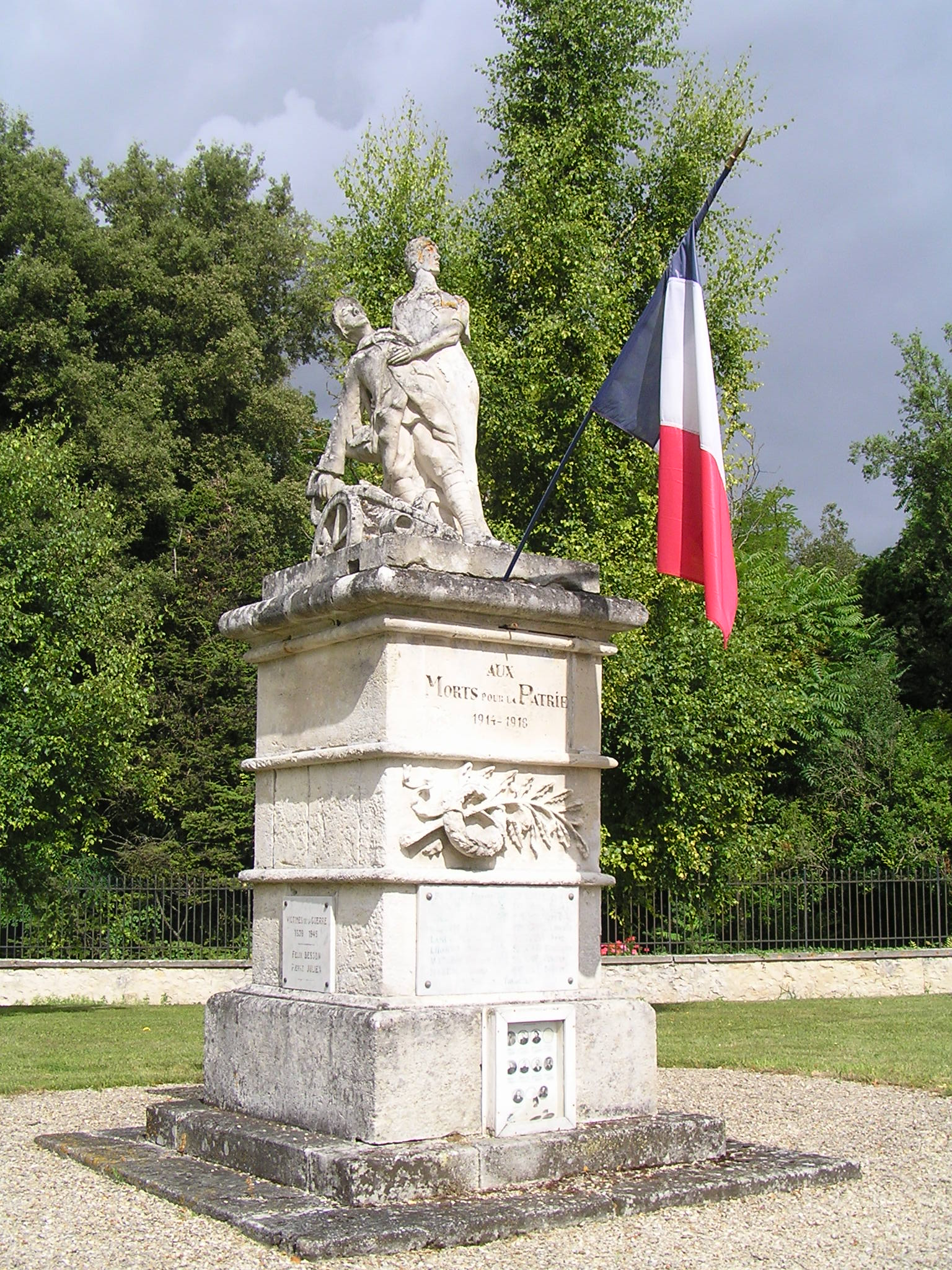
Военный мемориал
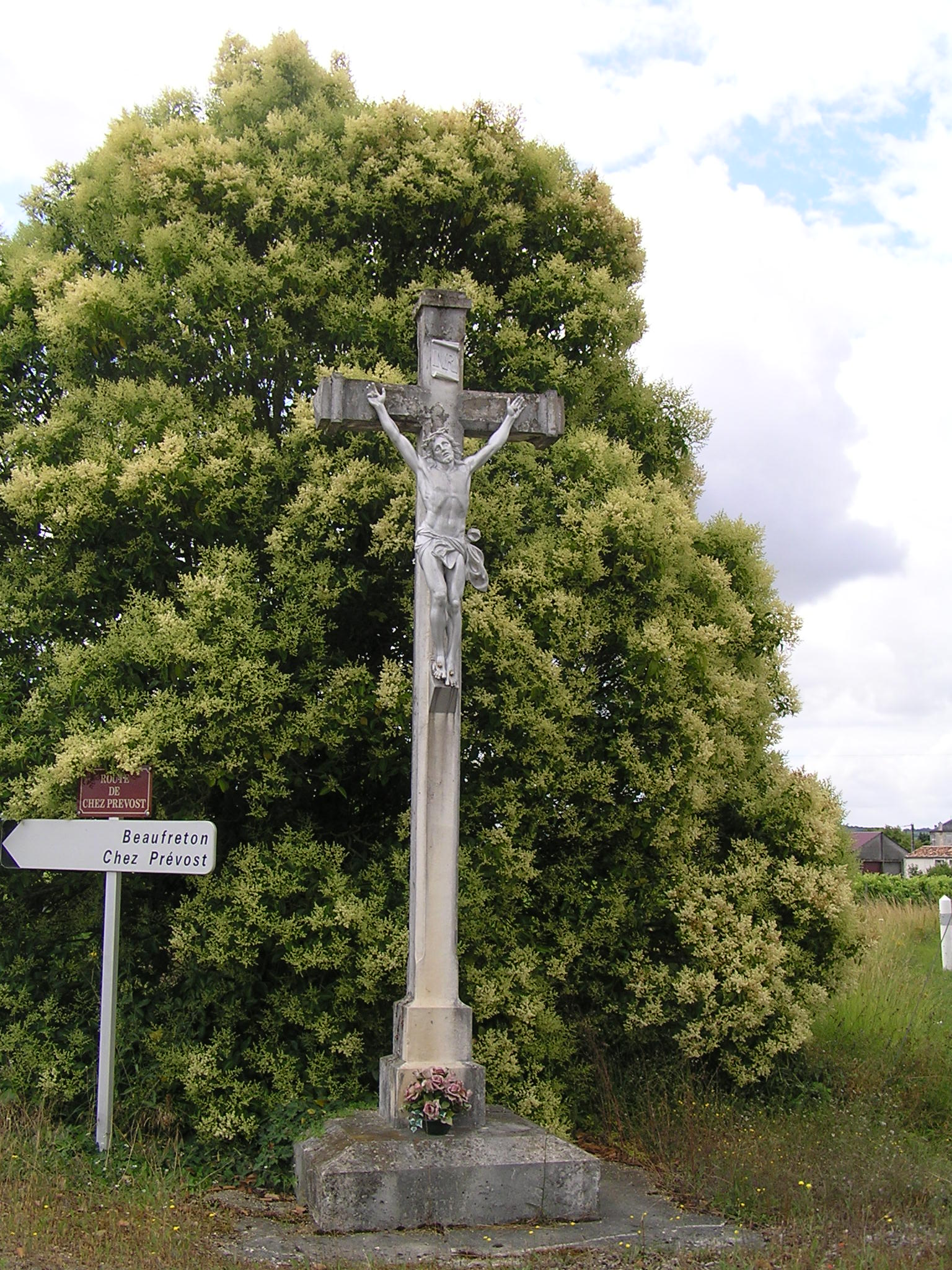
Придорожное распятие